# Sabancı Center
El Sabancı Center es un complejo de rascacielos compuesto por dos torres, situado en Estambul, Turquía. La tercera torre está aprobada. El actual edificio más alto del complejo es Akbank Tower de 39 plantas y 157,32 metros de altura, que contiene la sede de Akbank Headquarters. Lo conforman a su  vez la Torre de Sabancı Holding de 34 plantas y un Centro de Conferencias con capacidad para hasta 638 personas. Las torres de Sabancı Holding y Akbank también tienen 7 salas de reuniones, una de las cuales con sistema de videoconferencia Tiene a su vez tres salas de reuniones multiusos con instalaciones audiovisuales con capacidad para 150, 70 y 70 personas, separadas por particiones portátiles. El complejo ocupa 20 475 m² y tiene una superficie construida de 107 000 m². Cuenta con aparcamiento abierto para 440 vehículos y cerrado para 36 vehículos. Hay 24 ascensores, incluidos dos de emergencias y ocho exprés. Para su construcción se usaron 70 000 m³ de hormigón, 150 toneladas de aluminio, 25 000 m² de cristal. Cuenta con restaurantes y cafeterías con capacidad para servir 2500 personas, sucursal de banco, servicio de lavandería, oficina postal, sistema centralizado de relojes y sistema de entrada y salida con tarjeta.
| Nombre                 | Altura (m) | Plantas | Año  | Estado     |
| ---------------------- | ---------- | ------- | ---- | ---------- |
| Akbank Tower           | 158        | 39      | 1993 | Completado |
| Sabancı Center Tower 2 | 140        | 34      | 1993 | Completado |
| Sabancı Center Tower 3 | 220        | 55      |      | Propuesto  |

## Características del proyecto
- Gestión del edificio moderna y ayudada por ordenadores
- Entrega de documentos entre plantas mediante tubos neumáticos
- Difusión de radio y satélite
- Uso económico de energía

## Datos técnicos
- Sistema de estructura: Hormigón
- Excavación: 250 000 m²
- Muro de contención: 8 350 m²
- Moldes: 250 000 m²
- Barras de refuerzo: 10 000 toneladas
- Impermeabilización: 27 000 m²
- Cimientos: 18 000 m³